# Willemijn Verkaik
Willemijn Verkaik (Son en Breugel, 16 juni 1975) is een Nederlands zangeres en musicalactrice die vooral bekend werd door haar internationale vertolking van Elphaba in de musical Wicked, in de Duitstalige (2007-2011), Nederlandse (2011-2013), Amerikaanse (2013) en Londense productie (2013-2014, 2017).

## Biografie
Verkaik studeerde Zang en Lichte Muziek aan het Rotterdams Conservatorium en studeerde daar in 1999 af als docerend en uitvoerend musicus. Ze volgde de intensieve zangworkshops als Estill Voice Training System en The Complete Vocal Technique. Acteerworkshops volgde ze onder meer aan de Guildford school of Acting en bij Mara Otten. In haar vrije tijd trad ze op als leadzangeres bij diverse popbands.
Ze startte haar musicalcarrière als gouvernante in het ensemble van de Nederlandse productie van de musical Elisabeth. In 2004 deed ze auditie voor de Duitstalige productie van We Will Rock You en werd aangenomen. Hiermee begon haar Duitse musicalcarrière die tot in 2011 voortduurde, met lange speelperioden voor We will rock you en Wicked. In 2006 heeft Verkaik in het zomerseizoen kortdurend de hoofdrol gespeeld in een openluchtproductie van Elisabeth, die tijdelijk te zien was in het Zwitserse Thun.
In de zomer van 2009 speelde ze de rol van Amneris in een openluchtproductie van de musical Aida in het Duitse Tecklenburg. In het najaar van 2009 heeft Verkaik, samen met collega's David-Michael Johnson en Hannes Schauz het New World Musical Ensemble opgericht. De eerste productie was Songs for a new world van Jason Robert Brown in het Stuttgarter Wilhelma Theater. Verkaik en Johnson werden hierin bijgestaan door Mathias Edenborn en Dominique Aref. Vanaf 29 januari 2010 was Verkaik te zien als soliste in het door Stage Entertainment in Duitsland geproduceerde musicalconcert Best of Musical 2010.
Op 26 juni 2012 verzorgde Verkaik haar eerste soloconcert, getiteld As I Am, in het Circustheater, dat bestond uit een mix van nummers uit musicals, covers en eigen nummers.

## Theater

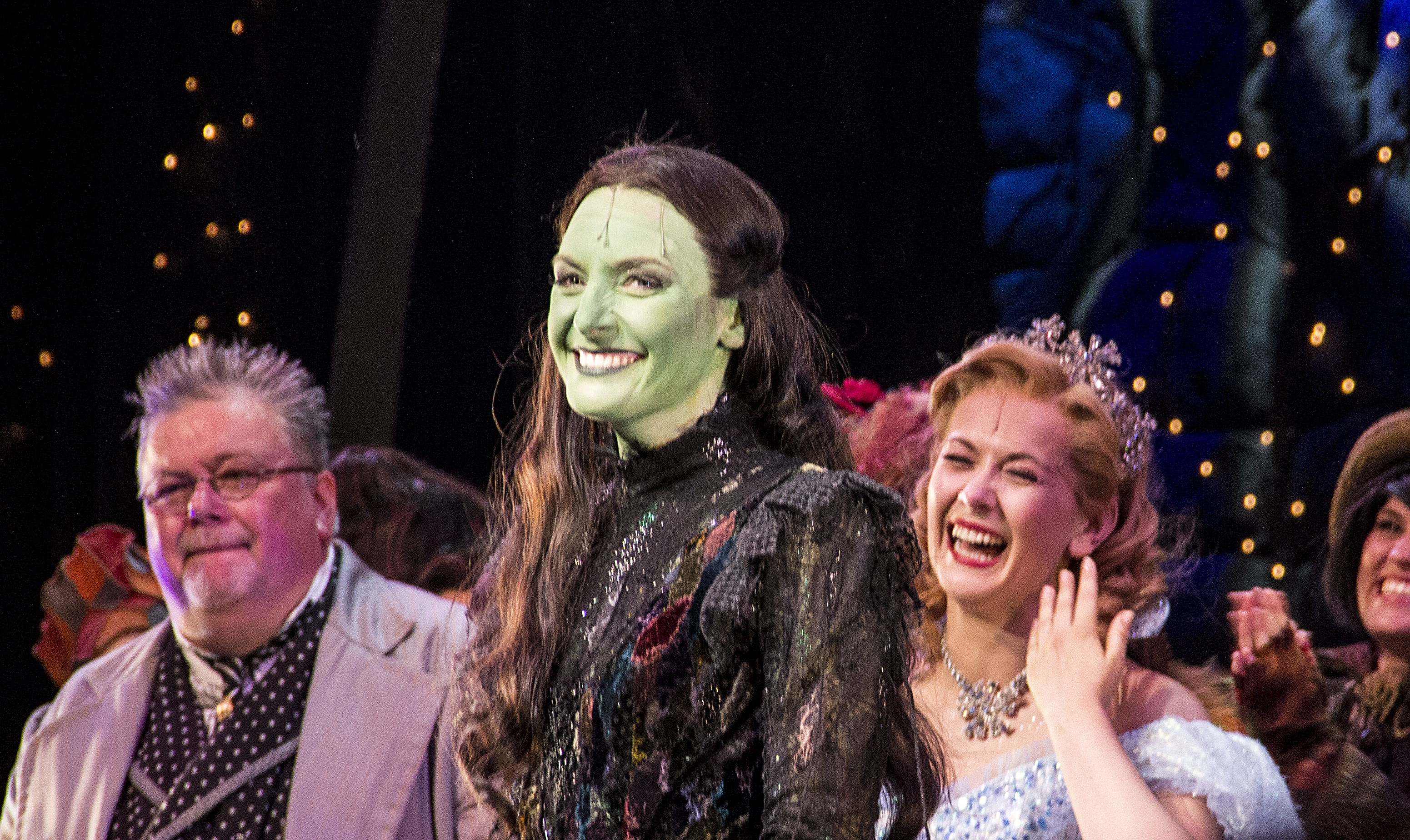
Willemijn Verkaik in Wicked

| Productie                                 | Rol                                                     | Land                | Jaar        |
| ----------------------------------------- | ------------------------------------------------------- | ------------------- | ----------- |
| Elisabeth                                 | Ensemble                                                | Nederland           | 2001        |
| Jeans 11                                  | Soliste                                                 | Nederland           | 2001 - 2002 |
| De Drie Musketiers                        | Ensemble / understudy Koningin Anna en Milady de Winter | Nederland           | 2003        |
| Eternity                                  | Barbara                                                 | Nederland           | 2004        |
| We Will Rock You                          | Ensemble / understudy Killer Queen, Ozzy en Scaramouche | Duitsland           | 2004 - 2005 |
| Elisabeth                                 | Elisabeth                                               | Zwitserland         | 2006        |
| We Will Rock You                          | Killer Queen                                            | Duitsland           | 2006        |
| Wicked                                    | Elphaba                                                 | Duitsland           | 2007 - 2010 |
| Aïda                                      | Amneris                                                 | Duitsland           | 2009        |
| Wicked                                    | Elphaba                                                 | Duitsland           | 2010 - 2011 |
| Wicked                                    | Elphaba                                                 | Nederland           | 2011 - 2013 |
| Wicked                                    | Elphaba                                                 | Verenigde Staten    | 2013        |
| Mamma Mia!                                | Donna                                                   | Duitsland           | 2013        |
| Wicked                                    | Elphaba                                                 | Verenigd Koninkrijk | 2013 - 2014 |
| Women on the Verge of a Nervous Breakdown | Paulina                                                 | Verenigd Koninkrijk | 2014 - 2015 |
| Tarzan                                    | Kala                                                    | Duitsland           | 2015 - 2016 |
| Wicked                                    | Elphaba                                                 | Verenigd Koninkrijk | 2017        |
| Ghost                                     | Molly                                                   | Duitsland           | 2017- 2018  |
| Bat Out of Hell                           | Sloane                                                  | Duitsland           | 2018 - 2019 |
| Best of Broadway                          | Soliste                                                 | Nederland           | 2019        |
| Aїda in Concert                           | Amneris                                                 | Nederland           | 2019        |
| Vrouwen op de rand van een zenuwzinking   | Pepa                                                    | Nederland           | 2019        |
| Annie                                     | Miss Hannigan                                           | Nederland en België | 2019 - 2020 |
| Come from Away                            | Beverly Bass / Annette e.a.                             | Nederland           | 2021 - 2022 |
| Rebecca                                   | Mrs. Danvers                                            | Oostenrijk          | 2022 - 2023 |
| Die Eiskönigin                            | Elsa                                                    | Duitsland           | 2023 - 2024 |
| & Julia                                   | Anne Hathaway                                           | Duitsland           | 2024 - 2025 |

## Optredens

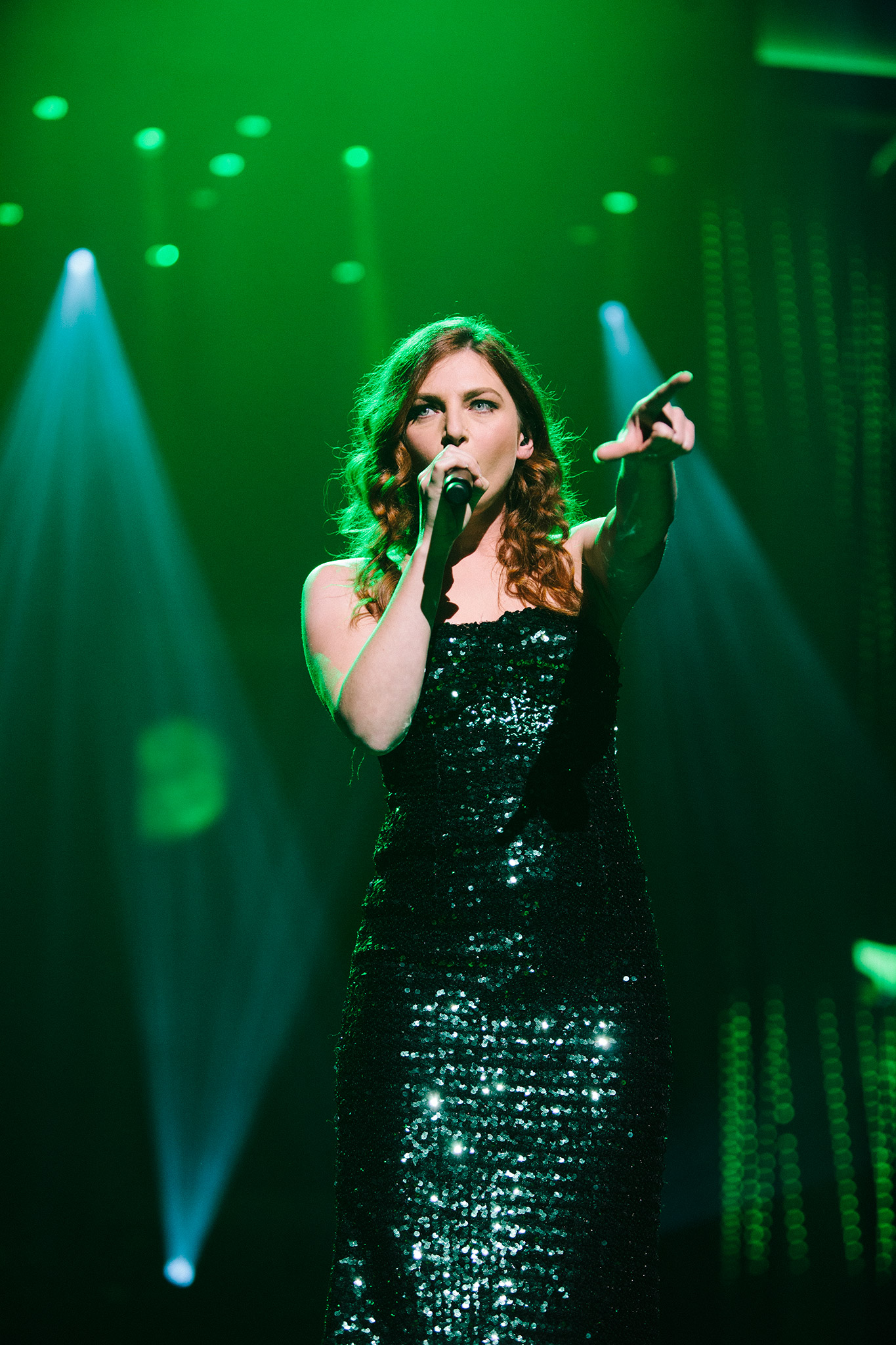
Willemijn Verkaik tijdens Musicals in Concert 2014 in de Ziggo Dome

- Pfingstgala (Tecklenburg, Openluchttheater, Pinkstermaandag 2006, 2008 en 2014)
- Concert met Mark Seibert (Stuttgart, Palladium Theater, 26 mei 2008)
- Dance Benefiet Gala (Hamburg, TUI-Operettenhaus, 29 september 2008)
- Benefietconcert met Roberta Valentini (Oberhausen, Metronomtheater, 30 augustus 2010)
- Simply the Music of Scott Alan (Londen, New Players Theatre, 26 september 2010)
- Backstage met Philippe Ducloux (Essen, zaal Lukas, 22 en 23 januari 2011)
- Concert met Scott Alan (Hamburger Kammerspiele, 20 juni 2011)
- Optreden met Jason Robert Brown en Scott Alan (New York, Birdland, 22 augustus 2011)
- Concert met Alex Melcher (Oberhausen, zaal Ebertbad, 31 maart 2012)
- Concert met Scott Alan and Friends (New York, Birdland, 30 april 2012)
- As I Am (Scheveningen, Circustheater, 26 juni 2012)
- Concert met Patrick Stanke (Hamburg, Stage Club, 10 augustus 2012)
- Concert met Scott Alan (Amsterdam, M-Lab, 5 november 2012)
- Exclusevening with Willemijn (Utrecht, Boerderij Mereveld, 20 november 2012)
- Concertreeks Musical & Xmas (Thun - Bern, Zwitserland, 12 - 16 december 2012)
- Concert met Scott Alan (Londen, O2 Arena, 4 augustus 2013)
- Wow, Here Comes The Girls (Dunstable, The Grove Theatre, 27 april 2014)
- Musicals in Concert (Amsterdam, Ziggo Dome, 15 en 16 november 2014)
- Jesus Christ Superstar in Concert - Maria (Amsterdam, DeLaMar Theater, 16 maart 2015)
- Soloconcert (Amsterdam, DeLaMar Theater, 31 mei 2015 en 31 oktober 2015)
- Soloconcert (Londen, Ambassadors Theatre, 25 augustus 2015)
- Soloconcert (New York, 54 Below, 27 en 28 augustus 2015)
- Musicals in Concert (Amsterdam, Ziggo Dome, 13 en 14 november 2015)
- From Broadway to Breda (Breda, Chassé theater, 15 november 2015)
- Exclusevening with Willemijn (De Weistaar, Maarsbergen, 6 juni 2016)
- Bevrijdingsfestival (Amsterdam, Amstel, 5 mei 2018)
- SpaceXperience – Into the Future LIVE (Amsterdam, Ziggo Dome, 3 november 2018)
- West End Does Christmas (London, Cadogan Hall, 1 december 2018)
- Exclusevening with Willemijn (De Weistaar, Maarsbergen, 10 december 2018)
- The Best of Musicals (Amsterdam, Ziggo Dome, 29 juni 2024)

## Discografie

### Castalbums
- Jeans 11 (Jeanscompany, 2001)
- Eternity (Orkest Kon. Luchtmacht, 2003)
- Drie Musketiers (Joop van den Ende Theaterproducties, 2003) - hiervan is ook een dvd verschenen
- Wicked, Duitstalig castalbum (Stage Entertainment Duitsland, 2007)
- Frozen, Nederlands castalbum (Walt Disney Records, 2014)
- Die Eiskönigin, Duitstalig castalbum (Walt Disney Records, 2014)
- Olaf's Frozen Avontuur (Walt Disney Records, 2017)
- Frozen II, Nederlands castalbum (Walt Disney Records, 2019)
- Die Eiskönigin II, Duitstalig castalbum (Walt Disney Records, 2019)

### Overige albums
- Musical Gala Ludwigsburg (2008)
- Best of Musical Gala 2010, Promo cd van Stage Entertainment Duitsland (2009)
- Musicalballads Unplugged - met Mark Seibert (2010)
- Superstars des Musicals - verzamel 3 cd (2010)
- Scott Alan: What I Wanna Be when I Grow up (2012)
- Scott Alan: Live - dubbel cd opgenomen in Birdland (2012)

## Overig
- Verkaik zong in 2004 de rol in van Erika, voor de Barbie-tekenfilm Prinses en de Bedelaar die in 2004 op cd en in 2007 ook als dvd is verschenen.
- In 2008 sprak ze de stem en zang van Lydia in voor Barbie en het Diamantkasteel.
- Op 29 juni 2012 was ze eenmalig te zien met de hoofdcast van Wicked in de soap Goede tijden, slechte tijden. Ze vertolkte zoals gewoonlijk de rol van Elphaba.
- In 2013 sprak en zong ze de Nederlandse stem in van Elsa in Frozen. In de Duitstalige versie zingt ze alleen Elsa in.
- In juli 2014 werd bekendgemaakt dat Verkaik noodgedwongen moest stoppen op het Londense West End vanwege een rugblessure.
- In 2015 & 2017 sprak en zong Verkaik opnieuw de stem in van sneeuwkoningin Elsa voor de korte film Frozen Fever & Olaf's Frozen Adventure. Ook deed Verkaik Elsa weer in de animatiefilm Ralph Breaks the Internet uit 2018 en de korte film Once Upon a Studio uit 2023.
- In 2019 sprak en zong ze in het vervolg van Frozen, Frozen II, weer als Elsa.
- In 2020 zong Willemijn 'Into the unknown' uit Frozen II tijdens de Oscars. Een hele groep met Elsa's uit allerlei verschillende landen stond op het podium naast de originele zangeres, Idina Menzel[1]
- In 2024 sprak Willemijn in de film Wicked de Nederlandse stem van Wiz-O-Mania Super Star in, die origineel wordt gespeeld door Idina Menzel.

## Prijzen
- In 2008 en opnieuw in 2010 werd Verkaik tot beste actrice verkozen door de lezers van het Duitse musicalmagazine Da Capo voor haar rol van Elphaba in Wicked in Duitsland.
- Ook in 2009 werd ze tot beste actrice verkozen door de lezers van het Duitse musicalmagazine Da Capo voor haar rol van Amneris in Aïda in Duitsland.
- In 2009 en opnieuw in 2010 won Verkaik de publieksprijs van het Duitse blad Musicals voor beste musicalactrice.
- In 2010 won Verkaik een stemming , georganiseerd door de site BroadwayisWicked.com waarbij mensen konden stemmen op de, volgens hen, beste Elphaba die op dat moment (over de hele wereld) in een productie van Wicked meespeelde.[2] Ze kreeg 49,9% van de in totaal 16.705 uitgebrachte stemmen.
- Op 9 januari 2012 is bekendgemaakt dat Verkaik, in een stemming, opnieuw georganiseerd door bovengenoemde site, is verkozen tot Wicked Personality of the Year 2011.[3] Zij verkreeg 55% van de in totaal 590.000 uitgebrachte stemmen.
- In mei 2012 won Verkaik de Musicalworld Award (dat jaar de enige Nederlandse musicalprijzen omdat er geen Johnny Kraaikamp Musical Awards waren) voor "Beste vrouwelijke hoofdrol in een grote musical" voor Elphaba in Wicked Nederland.
- In 2022 won ze de Musical Award voor "Beste Vrouwelijke Hoofdrol in een Kleine Musical" voor haar rol als Beverley Bass, Annette en anderen in Come from Away Nederland.[4]